# Новозеландские субантарктические острова

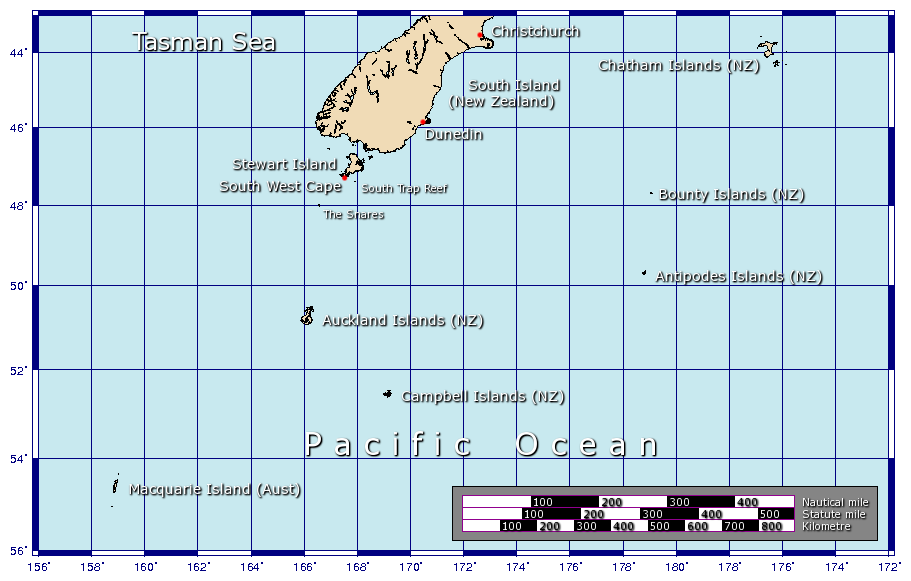

Новозела́ндские субантаркти́ческие острова́ (англ. New Zealand Sub-Antarctic Islands) — собирательное название объекта № 877 Всемирного наследия ЮНЕСКО (c 1998 года).
В данную группу включают пять групп островов:
| № | Код     | Острова           | Площадь, км² | Координаты                       |
| - | ------- | ----------------- | ------------ | -------------------------------- |
| 1 | 877-001 | Снэрс             | 3,41         | 48°02′00″ ю. ш. 166°35′00″ в. д. |
| 2 | 877-002 | Острова Баунти    | 1,35         | 47°45′00″ ю. ш. 179°03′00″ в. д. |
| 3 | 877-003 | Острова Антиподов | 20,97        | 49°41′00″ ю. ш. 178°48′00″ в. д. |
| 4 | 877-004 | Острова Окленд    | 625,60       | 50°29′00″ ю. ш. 165°52′00″ в. д. |
| 5 | 877-005 | Острова Кэмпбелл  | 113,31       | 52°33′00″ ю. ш. 169°09′00″ в. д. |

Острова разбросаны на территории океана 3,5 млн км², это примерно половина территории Австралии.
Каждая группа островов имеет свой микроклимат и эндемиков — уникальных представителей флоры и фауны (например — большой пингвин).
Все острова — необитаемы, ограничены для посещения туристами. Присутствующие люди на островах — работники научных экспедиций или сотрудники метеорологических станций.
Климат на островах — от субантарктического до холодного умеренного.
Острова покрыты субантарктическими лугами, принадлежат к Новозеландской области Антарктического царства (по П. П. Второву и Н. Н. Дроздову).